# Тапакуло південний
 Тапакуло південний (Melanopareia maximiliani) — вид горобцеподібних птахів родини Melanopareiidae.

## Поширення
Вид поширений в Болівії, Парагваї та на півночі Аргентини. Мешкає у тропічних і субтропічних дощових лісах та рідколіссях, субальпійських луках.

## Опис
Птах завдовжки 15 см та вагою 16,7-18,2 г. Верхня частина тіла оливково-сірого забарвлення. Горло та надбрівна смуга, яка проходить від дзьоба  і аж по всій довжині шиї, вохристого кольору. Лице чорне. Груди та черево іржавого забарвлення. Між горлом та грудьми проходить чорна смуга у формі півмісяця. У центрі спини є біла кругла пляма, яку видно коли тварина розпрямляє крила. Дзьоб чорнуватого кольору, лапки сіро-рожеві.